# Ida May
L' Ida May est un skipjack  de la baie de Chesapeake, qui a été construit à Deep Creek en Virginie, en 1906 .
C'est un bateau de pêche ostréicole traditionnel de la baie, sloop à deux voiles équipé d'une dérive. C'est l'un des 35 skipjacks traditionnels survivants de la baie de Chesapeake et membre de la dernière flotte de voile commerciale aux États-Unis.
Le skipjack est devenu Bateau d'État en 1985  .
Ida May a été inscrit au registre national des lieux historiques en 1985.